# Хари Потър и Философският камък (филм)
 Тази статия е за филма.  За книгата вижте Хари Потър и Философският камък.  
Хари Потър и Философският камък (на английски: Harry Potter and the Philosopher's Stone) е фентъзи филм от 2001 г., режисиран от Крис Кълъмбъс и разпространяван от Уорнър Брос Пикчърс, базиран на едноименния роман на Дж. К. Роулинг. Продуциран от Дейвид Хейман, със сценарий от Стив Клоувс, това е първият филм от филмовия франчайз Хари Потър. Във филма участват Даниел Радклиф като Хари Потър, Рупърт Гринт като Рон Уизли и Ема Уотсън като Хърмаяни Грейнджър. Действието проследява първата година на Хари в Училището за магия и вълшебство „Хогуортс“, когато той открива, че е известен магьосник и започва своето магьосническо образование.
През 1999 г. Уорнър Брос купува правата върху филма за 1 милион британски паунда (около 1,65 млн. долара). Производството започва през 2000 г., когато Крис Кълъмбъс е избран да режисира лентата от списък с режисьори, включващ Стивън Спилбърг и Роб Райнър. Роулинг настоява целият актьорски състав да бъде британски и ирландски, като трите водещи роли (Хари, Рон и Хърмаяни) са избрани през август 2000 г. след открити покани за кастинг. Филмът е заснет във филмовото студио Лийвсден и в различни исторически сгради в Обединеното кралство от септември 2000 г. до март 2001 г.
Филмът е издаден в кината в Обединеното кралство и Ирландия на 10 и 11 ноември 2001 г. Излъчен е на 16 ноември в САЩ, Канада и Тайван, както и официално в Обединеното кралство и Ирландия. Лентата се получава критичен и търговски успех, спечелвайки 974 милиона долара в боксофиса в световен мащаб по време на първоначалното му издаване и над 1 милиард долара с последващи преиздавания, като става най-касовият филм на 2001 г. и вторият най-касов филм по онова време. Филмът е номиниран за много награди, включително Оскар за най-добра оригинална партитура, най-добра режисура и най-добри костюми. Следват седем продължения, започващи с Хари Потър и Стаята на тайните от 2002 г. и завършващ с Хари Потър и Даровете на Смъртта – част 2 през 2011 г., десет години след излизането на първия филм.

## Сюжет
Късно през нощта, Албус Дъмбълдор и Минерва Макгонагъл, професори в Училището за магия и вълшебство „Хогуортс“, заедно с пазителя на дивеча на училището Рубиъс Хагрид, оставят наскоро осиротяло бебе на име Хари Потър пред входната врата на единствените му роднини – семейство Дърсли.
Десет години по-късно Хари живее труден живот с Дърсли. След като по невнимание предизвиква инцидент по време на семейно пътуване до лондонския зоопарк, в което пострадва и братовчед му Дъдли, момчето започва да получава писма по сови. Тъй като чичото и лелята на Хари не искат той да разбере за своя произход, и четиримата се установяват на един остров, за да избягат от писмата. Хагрид обаче ги намира и разкрива на Хари, че е магьосник и е приет в „Хогуортс“, въпреки нежеланието на Дърсли. След като отвежда Хари на „Диагон-Али“, за да си купи всичко необходимо за предстоящата учебна година в „Хогуортс“ и сова на име Хедуиг, която му е подарък за рождения ден, Хагрид го информира за миналото му: родителите на Хари, Джеймс и Лили Потър, умират поради проклятие от ръцете на черния и могъщ магьосник Лорд Волдемор. Хари, единственият оцелял, по този начин става известен в магьосническия свят като „Момчето, което оживя“.
Младият магьосник пристига на гара „Кингс Крос“, за да се качи на влака за „Хогуортс“, и малко след като започва пътуването си, той среща още трима ученици: Рон Уизли, с когото бързо се сприятелява; Хърмаяни Грейнджър, интелигентна вещица, родена от родители мъгъли (не-магьосници); и Драко Малфой, момче от богато магьосническо семейство, с което веднага се създава съперничество. След като пристигат в училището, учениците се събират в Голямата зала, където всички първокурсници биват разпределени от Разпределителната шапка между четирите дома на училището: „Грифиндор“, „Хафълпаф“, „Рейвънклоу“ и „Слидерин“. Въпреки че Разпределителната шапка обмисля поставянето на Хари в Слидерин с Драко, той е поставен в Грифиндор заедно с Рон и Хърмаяни.
В „Хогуортс“ Хари започва да изучава магьоснически дисциплини и открива повече за миналото и родителите си. След като помага на своя съученик от Грифиндор Невил Лонгботъм, Хари е взет в отбора по куидич на Грифиндор като търсач, изключително рядък подвиг за ученици от първа година. Една нощ, докато вървят към кулата на Грифиндор, стълбите се преместват, и пътят, по който Хари, Рон и Хърмаяни са тръгнали, ги отвежда до забранения етаж на замъка. Тримата откриват гигантско триглаво куче на име Пухчо в забранена зона на училището. По-късно Рон обижда Хърмаяни, след като е засрамен от нея в урок по вълшебство, което кара момичето да се заключи в тоалетната. Тя е нападната от планински трол, но Хари и Рон я спасяват, като постепенно се сприятеляват с нея.
Тримата по-късно разбират, че Пухчо пази Философския камък, предмет, който има силата да превърне всеки метал в злато и да произведе отвара, която дава безсмъртие. Хари подозира, че учителят по отвари и ръководител на Слидерин Сивиръс Снейп се опитва да получи камъка, за да върне Волдемор във физическа форма. Хагрид случайно разкрива на тримата, че Пухчо ще заспи, ако му се пусне музика. Хари, Рон и Хърмаяни решават през нощта да опитат да намерят камъка преди Снейп. Те откриват вече заспал Пухчо и се сблъскват с редица предпазни мерки, включително смъртоносно растение, известно като Дяволската примка, стая, пълна с агресивни летящи ключове, и гигантска игра на магьоснически шах.
След като преодолява задачите, Хари открива, че учителят по защита срещу черните изкуства Куиринъс Куиръл се опитва да открадне камъка; Снейп всъщност през цялото време защитава Хари. Куиръл маха тюрбана си и разкрива слаб Волдемор, живеещ на тила му. Чрез магия, направена от Дъмбълдор, момчето намира камъка в джоба си. Черния Лорд се опитва да се договори с Хари за камъка в замяна да съживи родителите му, но той отказва. Тогава Куиръл се опитва да го убие, но вместо това той самият е убит, след като Хари в крайна сметка изгаря кожата му. Куиръл се превръща в прах и кара душата на Волдемор да се издигне от пепелта. Хари изпада в безсъзнание, когато душата на злия магьосник минава през него.
Хари се възстановява в болничното крило на училището, като Дъмбълдор е до него. Директорът обяснява, че камъкът е унищожен и че Рон и Хърмаяни са в безопасност. Дъмбълдор също разкрива как момчето успя да победи Куиръл: когато майката на Хари умрира, за да го спаси, нейната саможертва от любов дава защита на Хари. По-късно Хари, Рон и Хърмаяни са възнаградени с точки за героичните си изпълнения, които ги изравняват в борбата за Купата на домовете със Слидерин. Тогава Дъмбълдор присъжда десет точки на Невил за опита да спре тримата да нарушат правилата, като по този начин Грифиндор печели купата. Хари се връща у дома за лятото, щастлив, че най-накрая има истински дом в „Хогуортс“.

## Актьорски състав
- Даниъл Радклиф – Хари Потър, 11-годишен сирак, живеещ с неприветливите си леля, вуйчо и братовчед, който научава за собствената си слава на магьосник, известен с това, че е оцелял като бебе след убийството на родителите си от ръцете на тъмния магьосник Лорд Волдемор, когато е приет в училището за магия и вълшебство „Хогуортс“. Кълъмбъс иска Радклиф за ролята, откакто го вижда в продукцията на Би Би Си Дейвид Копърфийлд. Радклиф е поканен на прослушване през 2000 г., когато Хеймън и Клоувс се срещат с него и родителите му в Лондон.[3] Хеймън и Кълъмбъс успяват да убедят родителите на Радклиф, че синът им ще бъде защитен от намесата на медиите, и те се съгласяват да играе ролята на Хари.[4] Роулинг одобрява избора на Радклиф, заявявайки, че „след като видях [неговия] екранен тест, не мисля, че Крис Кълъмбъс би могъл да намери по-добър Хари“.[5] Съобщава се, че Радклиф е получил 1 милион лири за филма, въпреки че хонорарът „не е толкова важен“ за него. Уилям Моузли, който по-късно е избран за ролята на Питър в поредицата Хрониките на Нарния, също се явява на прослушване за ролята.[6] Тризнаците Сондърс се появяват във филма като Хари като бебе.[7]
- Рупърт Гринт – Рон Уизли, най-добрият приятел на Хари в „Хогуортс“ и най-малкият син на магьосническото семейство Уизли. Фен на поредицата, Гринт решава, че ще бъде перфектен за ролята, „защото [имам] рижава коса“.[8] След като вижда репортаж за отворения кастинг, той изпраща видео, на което рапира за това как иска да получи ролята. Опитът му е успешен, тъй като кастинг екипът иска среща с него.[9] Томас Броуди-Сангстър се явява на прослушване за ролята, но е отхвърлен.[10]
- Ема Уотсън – Хърмаяни Грейнджър, най-добрата приятелка на Хари и умът на триото. Театралната учителка на Уотсън в Оксфорд предава името ѝ на кастинг агентите и тя трябва да направи над пет интервюта, преди да получи ролята.[11] Уотсън приема прослушването си сериозно, но „никога не смяташе, че [тя] има някакъв шанс да получи ролята“.[12] Продуцентите са впечатлени от самочувствието на Уотсън, превъзхождайки хилядите момичета, които са кандидатствали.[13]
- Джон Клийз – Почтибезглавия Ник, духът бродник на дом „Грифиндор“.[14]
- Роби Колтрейн – Рубиъс Хагрид, полувеликан и пазач на ключовете и дивеча в „Хогуортс“. Колтрейн е един от двамата актьори, които Роулинг иска най-много, заедно със Смит като Макгонъгол.[15][16] Колтрейн, който е фен на книгите, се подготвя за ролята, обсъждайки миналото и бъдещето на Хагрид с Роулинг.[17] Според Фигис, кастинг режисьора, Робин Уилямс се интересува от участие във филма, но му отказана ролята на Хагрид поради правилото „само за англичани и ирландци“, което Кълъмбъс поддържа.[18]
- Уоруик Дейвис – Филиус Флитуик, учителят по вълшебство и ръководител на дом „Рейвънклоу“.[19] Дейвис също играе ролята на главният таласъм в Гринготс[20] и озвучава Грипкук, който е изигран от Върн Тройър.[21]
- Ричард Грифитс – Върнън Дърсли, вуйчото на Хари.[22]
- Ричард Харис – Албус Дъмбълдор, директор на „Хогуортс“ и един от най-известните и могъщи магьосници на всички времена. Първоначално Харис отхвърля ролята, само за да промени решението си, след като внучката му каза, че никога повече няма да говори с него, ако той не я приеме.[23] Първоначално е предложена ролята на Патрик Макгуен, който проявява интерес, но отказва поради здравословни проблеми.[24] Шон Конъри също получава предложение за ролята, но я отказва, защото не се интересува от темата на филма.[25]
- Иън Харт – Куиринъс Куиръл, заекващият учител по защита срещу Черните изкуства в Хогуортс.[26] Дейвид Тюлис се явява на прослушване за ролята; по-късно той е избран за ролята на Ремус Лупин в Хари Потър и Затворникът от Азкабан.[27] Харт също озвучава Лорд Волдемор, докато Ричард Бремър осигурява физическия му вид и го изобразява като фигура с качулка по време на ретроспекция.[28][29]
- Джон Хърт – Оливандър, високоуважаван майстор на магически пръчки и собственик на „Оливандър“.
- Алън Рикман – Сивиръс Снейп, учителят на отвари и ръководител на дом „Слидерин“. Тим Рот е първоначалният избор за ролята, но той я отказа заради Планетата на маймуните.[30]
- Фиона Шоу – Петуния Дърсли, лелята на Хари.[31]
- Маги Смит – Минерва Макгонагъл, заместник-директор на „Хогуортс“, ръководител на дом „Грифиндор“ и учителката по трансфигурация. Смит е един от двамата актьори, които Роулинг иска най-много, заедно с Колтрейн като Хагрид.[32]
- Джули Уолтърс – Моли Уизли, майката на Рон. Тя показва на Хари как да премине на перон 9 3⁄4.[33]
- Зои Уонамейкър – Роланда Хууч, учителката по летене в „Хогуортс“.[34]
- Том Фелтън – Драко Малфой, ученик от „Слидерин“ и съперник на Хари, преди да бъде избран за тази роля, Том се явява на кастингите за ролите на Хари и Рон.[35]
- Хари Мелинг – Дъдли Дърсли, братовчедът на Хари.
- Дейвид Брадли – Аргус Филч, пазачът в „Хогуортс“.
- Матю Луис – Невил Лонгботъм, съученик на Хари.
- Девън Мъри – Шеймъс Финигън, съученик на Хари.
- Алфред Енок – Дийн Томас, съученик на Хари.
- Джеймс Фелпс и Оливър Фелпс – Фред и Джордж Уизли, братя на Рон.
- Крис Ранкин – Пърси Уизли, по-големият брат на близнаците Уизли и префект на дом „Грифиндор“.
- Бони Райт – Джини Уизли, сестрата на Рон и най-малкото дете на семейство Уизли.
- Шон Бигърстаф – Оливър Ууд, пазач на отбора по куидич на „Грифиндор“ и негов капитан.
- Джейми Уейлет – Винсънт Краб, съученик на Малфой.
- Джошуа Хърдман – Грегъри Гойл, съученик на Малфой.
- Лесли Филипс – Разпределителната шапка (глас).
- Дерек Дедман – Том, кръчмарят от „Продънения котел“.
- Елизабет Спригс – Дебелата дама, портретът, който охранява входа на дом „Грифиндор“.
- Джералдин Съмървил – Лили Потър, майката на Хари.
- Ейдриан Роулинс – Джеймс Потър, бащата на Хари.
- Люк Янгблъд – Лий Джордан, съученик на близнаците Уизли.

## Продукция

### Развитие
През 1997 г. продуцентът Дейвид Хейман търси детска книга, която да бъде адаптирана в добре приет филм. Той планира да продуцира романа на Даян Уейн Джоунс The Ogre Downstairs, но плановете му се провалят. Екипът му от Хейдей Филмс тогава му предлага Хари Потър и Философският камък, като неговият асистент смята предложението за „готина идея“. Хейман представя идеята на Уорнър Брос и през 1999 г. Роулинг продава на компанията правата върху първите четири книги за Хари Потър за 1 милион лири. Искането, което Роулинг има, е Хейман да подбере английски и ирландски актьори; като ирландци са Ричард Харис, изпълняващ ролята на Дъмбълдор, и Фиона Шоу, изиграла образа на Петуния Дърсли; да избира чуждестранни актьори – французи и източноевропейци, където героите са посочени в книгата с такъв произход, както е в Хари Потър и Огненият бокал (2005). Роулинг се колебае дали да продаде правата, защото „не иска да дава контрол върху останалата част от историята“, като продава правата на героите, което би позволило на Уорнър Брос да прави неавторски продължения.
Стивън Спилбърг първоначално преговаря да режисира филма, но впоследствие отказва предложението. Съобщава се, че Спилбърг иска адаптацията да е анимационен филм, като Хейли Джоел Осмънт да озвучи Хари Потър, или филм, който да включва елементи и от следващите книги. Роулинг твърди, че няма роля в избора на режисьори за филмите. Хейман припомня, че Спилбърг решава вместо това да режисира Изкуствен интелект.
„Хари Потър е вид вечно литературно постижение, което се случва веднъж в живота. Тъй като книгите са генерирали толкова страстни последователи по целия свят, за нас беше важно да намерим режисьор, който има афинитет както към децата, така и към магията. Не мога да се сетя за някой по-подходящ за тази работа от Крис“.
След като Спилбърг напуска проекта, започват разговори с други режисьори, включително Крис Кълъмбъс, Тери Гилиъм, Джонатан Деми, Майк Нюел (който по-късно режисира четвъртия филм), Алън Паркър, Волфганг Петерсен, Роб Райнър, Айван Райтман, Тим Робинс, Брад Силбърлинг, М. Найт Шаямалан и Питър Уиър. Петерсен и Райнър се оттеглят от надпреварата през март 2000 г. и изборът е стеснен до Силбърлинг, Кълъмбъс, Паркър и Гилиъм. Роулинг предпочита Тери Гилиъм, но Уорнър Брос избира Кълъмбъс, цитирайки работата му по други семейни филми като Сам вкъщи (1990) и Мисис Даутфайър (1993) като влияние за решението. Кълъмбъс става фен на книгите, след като дъщеря му го убеждава да прочете първите три, което го кара да се обади на агента си, за да организира среща в Уорнър Брос, за да режисира филма. Когато неговият агент му казва, че най-малко 25 други режисьори са нетърпеливи да управляват проекта, Кълъмбъс иска от агента си да осигури срещата му да бъде последната, за да може да остави „трайно впечатление“ и да бъде „най-свежият човек в студиото в техните спомени“. По време на две седмици чакане Кълъмбъс написва режисьорска версия от 130 страници на сценария, за да обясни визията си за тона на филма. Денят на срещата му с ръководители на Уорнър, включително Алън Ф. Хорн, Кълъмбъс изнася „страстен 45-минутен разговор“ и им показа сценария си с коментари. Седмици по-късно студиото уведомява Кълъмбъс, че получава работата и го изпраща в Шотландия, за да се срещне с Роулинг и Хеймън. Кълъмбъс представя визията си за филма в продължение на два часа, заявявайки, че иска мъгълските сцени „да бъдат мрачни“, но тези, които се развиват в света на магьосниците „да бъдат наситени с цвят, настроение и детайли“. Той се вдъхновява от адаптациите на Дейвид Лийн Големите надежди (1946) и Оливър Туист (1948), желаейки да използва „този вид тъмнина, това качество в кинематографията“, като същевременно е допълнително вдъхновен от цвета дизайни от Оливър! и Кръстникът (1972).
Стив Клоувс е избран да напише сценария. Той описва адаптирането на книгата като „трудно“, тъй като тя не „се поддава на адаптация така добре, както следващите две книги“. Клоувс често получава резюмета на книги, предложени като филмови адаптации от Уорнър Брос, които той „почти никога не чете“, но Хари Потър буди интересът му. Той излиза и купува книгата и веднага става фен на поредицата. Когато говори с Уорнър Брос, той заявява, че филмът трябва да е с английски актьори, за да е верен на героите. Клоувс е нервен, когато за първи път среща с Роулинг, тъй като не иска тя да мисли, че ще „унищожи рожбата ѝ“. Роулинг признава, че „наистина е била готова да намрази този Стив Клоувс“, но си спомня първата среща с него: „Първият път, когато го срещнах, той ми каза: „Знаеш ли кой е любимият ми герой?“ И си помислих, че ще каже Рон, но той каза „Хърмаяни“. И просто някак се стопих“. Роулинг голям творчески контрол, споразумение, за което Кълъмбъс няма нищо против.
Уорнър Брос първоначално планира да пусне филма през уикенда на 4 юли 2001 г., което създава толкова кратък производствен прозорец, че няколко от предложените режисьори се оттеглят от надпреварата. Поради ограничения във времето датата е върната на 16 ноември 2001 г.

### Кастинг
Роулинг настоява актьорският състав да остане британски. Сузи Фигис е назначена за кастинг режисьор, работейки с Кълъмбъс и Роулинг, при прослушването на главните роли на Хари, Рон и Хърмаяни. Проведени са открити кастинги за трите главни роли, като са допуснати само британски деца. Основните прослушвания се състоят в три части, като участниците в прослушването трябва да прочетат страница от романа, след това да импровизират сцена на пристигането на учениците в „Хогуортс“ и накрая да прочетат няколко страници от сценария пред Кълъмбъс. Сцени от сценария на Кълъмбъс от филма Младият Шерлок Холмс и пирамидата на страха (1985) също са използвани в прослушванията. На 11 юли 2000 г. Фигис напуска продукцията, като споделя, че Кълъмбъс не смята нито едно от хилядите деца, които са изслушали, за „достойно“. През август 2000 г. Алън Рикман и Ричард Харис са в последния етап от преговорите, за да изиграят съответно Сивиръс Снейп и Албус Дъмбълдор. Участията им са потвърдени по-късно същия месец. На 14 август 2000 г. любимците на Роулинг Маги Смит и Роби Колтрейн са избрани за ролите на Минерва Макгонъгол и Рубиъс Хагрид. На 21 август 2000 г. Даниел Радклиф, Рупърт Гринт и Ема Уотсън са избрани да играят съответно Хари Потър, Рон Уизли и Хърмаяни Грейнджър. През ноември 2000 г. Джули Уолтърс и Джон Клийз се присъединяват към актьорския състав съответно като Моли Уизли и Почтибезглавия Ник.

### Заснемане
Двама служители на британската филмова индустрия искат филмът да бъде заснет в Обединеното кралство, като предлагат своята помощ за осигуряване на места за заснемане, използването на Лийвсдън Филм Студиос, както и промяна на законите на Обединеното кралство за детския труд (добавяне на малък брой работни часове на седмица и правене на графика на часовете на снимачната площадка по-гъвкав). Уорнър Брос приема предложението. Основните снимки започват на 29 септември 2000 г. в Лийвсдън Филм Студиос. Заснемането на жп гара „Готланд“ в Северен Йоркшир е проведено на 2 октомври 2000 г. Кентърбърийската катедрала и замъкът Инверайлорт в Шотландия са предложени като възможни места за Хогуортс; Кентърбъри отхвърли предложението на Уорнър Брос поради опасения относно „езическата“ тема на филма. Замъкът Алнуик и катедралата в Глочестър са избрани за основни места за „Хогуортс“, като някои сцени също са заснети в училище „Хароу“. Други сцени от „Хогуортс“ са заснети в катедралата Дърам за период от две седмици; те включват снимки на коридорите и някои сцени в класната стая. Училището по богословие на Оксфордския университете служи като болнично крило на „Хогуортс“, а библиотеката на херцог Хъмфри, част от Бодлиевата библиотека, е използвана като библиотеката на „Хогуортс“. Записите за „Привит Драйв“ се провеждат в Бракнел, Бъркшир. Заснемането на улицата отнема два дни вместо планирания един ден, така че хонорарите на жителите на улицата са съответно увеличени. За всички следващи филмови сцени, развиващи се на „Привит Драйв“, записите се провеждат на изграден декор във филмовите студия Лийвсдън, което се оказва по-евтино от заснемането на място. Австралийската къща в Лондон е избрана за място за сцените в „Гринготс“, докато Крайст Чърч, Оксфорд, е мястото за трофейната зала на „Хогуортс“. Лондонската зоологическа градина е използвана като място за сцената, в която Хари случайно освобождава боата от терариума, гара Кингс Крос също е използвана, както се посочва в книгата. Записите приключват на 23 март 2001 г., като финалната работа е извършена през юли 2001 г.
Тъй като американското заглавие е различно, всички сцени, в които се споменава философският камък по име, са заснети два пъти, веднъж с актьорите, казващи „философски“ (philosopher's) и веднъж с „магьоснически“ (sorcerer's). Децата снимат в продължение на четири часа и след това се занимават три часа с училищна работа. Първоначално Радклиф трябва да носи зелени контактни лещи, тъй като очите му са сини, а не зелени като тези на Хари, но лещите причиняват на Радклиф изключително дразнене. След консултация с Роулинг е решено, че Хари може да има сини очи.

### Дизайн и специални ефекти
Джудиана Маковски е дизайнер на костюмите. Тя преработва мантиите за куидич, като първоначално планира да използва тези, показани на корицата на американската книга, но се отказва. Вместо това тя облича играчите по куидич в „пуловери, панталони за фехтовка от 19 век и предпазители за ръце“. Дизайнерът на продукцията Стюарт Крейг създава декорите в Лийвсдън Студиос, включително Голямата зала на „Хогуортс“, базирайки се на много английски катедрали. Въпреки че първоначално е помолен да използва съществуваща стара улица, за да се заснемат сцените на „Диагон-Али“, Крейг решава да построи свой собствен декор, включващ архитектурата на Тюдорите, Джордж и кралица Ан.
Първоначално Кълъмбъс планира да използва както аниматроника, така и CGI анимация, за да създаде магическите същества, включително Пухчо. Ник Дъдман, който работи по Междузвездни войни: Епизод I - Невидима заплаха, получава задачата да създаде необходимите реквизити, като „Магазинът за създания на Джим Хенсън“ предоставя ефектите на същества. Джон Копингър заявява, че магическите същества, които трябва да бъдат създадени, трябва да бъдат проектирани многократно. Филмът включва близо 600 снимки със специални ефекти, включващи множество компании. Индустриал Лайт енд Меджик създава лицето на Лорд Волдемор върху тила на Куиръл, Ритъм енд Хюс анимира Норбърт (дракончето на Хагрид); и Сони Пикчърс Имеджиуърк създават сцените с куидича.

### Музика
Джон Уилямс е избран да композира музиката, след като преди това си сътрудничи с Крис Кълъмбъс за Сам вкъщи и Сам вкъщи 2: Изгубен в Ню Йорк. Уилямс композира музиката в домовете си в Лос Анджелис и Тангълуд, преди да я запише в Лондон през септември 2001 г. Една от основните теми е озаглавена „Темата на Хедуиг“, която Уилямс запазва за своята партитура, тъй като „изглежда всички я харесват“ и това се превръща в повтаряща се тема в цялата филмова поредица. Джеймс Хорнър е първият избор за композиране на партитурата, но отказа. Албумът със саундтрак е издаден на 30 октомври 2001 г. в CD формат.

## Разлики с книгата
Кълъмбъс многократно се консултира с Роулинг, за да се увери, че подробностите са правилни. Клоувс описва филма като „наистина верен“ на книгата. Той добави диалог, който Роулинг одобрява. Една от първоначално включените реплики е премахната, след като Роулинг му казва, че ще противоречи директно на събитие в тогава неиздадения пети роман за Хари Потър Хари Потър и Орденът на феникса.
Няколко второстепенни персонажа са премахнати от филмовата версия, най-известният от които е полтъргайстът Пийвс. Актьорът Рик Маял е избран за ролята, но неговите сцени в крайна сметка са изрязани от филма и никога не са излъчвани. Първата глава на книгата, разказана от гледната точка на Върнън и Петуния Дърсли, отсъства от филма. Първата среща на Хари и Драко в магазина за мантии на мадам Молкин и среднощният дуел не са показани във филма. Във филма отговорността за отнемането на Норбърт е дадена на Дъмбълдор, докато в книгата Хари и Хърмаяни го отвеждат при приятелите на Чарли Уизли. Това налага промяна в сюжетната линия – в книгата Филч залавя Хари и Хърмаяни да излизат от Астрономическата кула, като хваща и Невил и Малфой, докато във филма Хари, Рон и Хърмаяни са заловени, след като Малфой ги вижда в колибата на Хагрид след вечерния час. Според Клоувс това е „единствената част от книгата, която [Роулинг] смята, че лесно може да бъде променена“. Теренът за куидич е променен от традиционен стадион в открито поле, заобиколено от кули за зрителите.
Хронологията на книгата не е наложена във филма. В книгата единадесетият рожден ден на Хари е през 1991 г. На снимачната площадка на „Привит Драйв“ № 4 свидетелствата на Дъдли от основно училище са от 2001 г.

## Разпространение

### Маркетинг
Първият постер на филма е пуснат на 1 декември 2000 г., първият трейлър – на 2 март 2001 г. Видеоиграта, базирана на филма, е издадена на 15 ноември 2001 г. от Електроник Артс за няколко конзоли. Мател печели правата за играчките, базирани на филма, които се продават чрез магазините на Уорнър Брадърс. Хасбро също произвежда продукти, включително сладкарски изделия на базата на тези от поредицата. Уорнър Брос сключва сделка на стойност 150  милиона щатски долара с Кока-Кола за популяризиране на филма, въпреки че някои определят сделката на 40-50 милиона долара за целия свят. Лего произвежда серия от комплекти, базирани на сгради и сцени от филма, както и видеоиграта Lego Creator.

### В кината
Световната премиера на Хари Потър и Философският камък е на 4 ноември 2001 г. в Одеон Лестър Скуеър в Лондон, като киното е подредено така, че да наподобява училището „Хогуортс“. В същия ден се провежда и кино премиерата на филма в България.

### Домашна употреба
Хари Потър и Философският камък е издаден през 2002 г. на VHS и DVD. По-късно е издаден на Blu-Ray и 4К UHD.

## Прием

### Бокс офис
В Обединеното кралство и Ирландия Хари Потър и Философският камък събира рекордни приходи за един ден от 3,6 милиона лири по време на първия ден от предпремиерните прожекции, надминавайки рекорда на Играта на играчките 2. Поставя неделен рекорд с брутна печалба от 3,6 милиона лири. Има рекорден втори уикенд от 8,4 милиона лири. Филмът остава на първо място в Обединеното кралство в продължение на пет седмици. Филмът успява да събере 66,1 милиона лири само в Обединеното кралство, което го прави вторият най-касов филм в страната за всички времена (след Титаник), докато е надминат от Mamma Mia!.
В Съединените щати и Канада филмът събира 32,3 милиона долара в деня на премиерата си, счупвайки еднодневния рекорд, държан преди това от Междузвездни войни: Епизод I - Невидима заплаха (1999). Печели 90,3 милиона долара през първия си уикенд, счупвайки рекорда за най-продаваем уикенд на всички времена, който преди това е държан от Изгубеният свят: Джурасик парк (1997). Той държи рекорда до следващия май, когато Спайдър-Мен (2002) събира 114,8 милиона долара по време на първия си уикенд. Освен това филмът чупи рекорда на Батман завинаги за най-големия премиерен уикенд за филм на Уорнър Брос. До Коледа се превръща в най-касовия филм на годината, детронирайки Шрек.
Подобни резултати са постигнати в целия свят. Седмица след премиерата си в Съединените щати, филмът е издаден на 15 допълнителни пазара и поставя рекорд за първата седмица в Германия, като печели 18,7 милиона долара. Той също така поставя рекорди за премиера в Австрия, Бразилия, Дания, Финландия, Холандия, Норвегия, Швеция и немскоезична Швейцария. През следващия уикенд, след като е достъпен в 31 държави, филмът поставя рекордни приходи през уикенда в чужбина от 60,9 милиона долара, включително рекордни премиери в Австралия, Гърция, Израел, Япония (12,5 милиона долара), Нова Зеландия и Испания. Поставя още един задграничен рекорд през уикенда с 62,3 милиона долара от 37 държави през следващия уикенд, включително рекордни откривания във Франция, Италия и френскоговореща Швейцария. По време на излъчването си по кината филмът печели 974  милиона долара в световния боксофис, 317  милиона от тях в САЩ и 657  милиона другаде, което го превръща във вторият най-касов филм в историята по това време, както и в най-касовия филм за годината. В допълнение, филмът побеждава Туистър (1996), като се превръща в най-касовия филм на Уорнър Брос за всички времена. 10 години по-късно, когато филмовата поредица е завършена, Хари Потър и Философският камък е вторият най-касов филм след Хари Потър и Даровете на Смъртта: част 2. Box Office Mojo изчислява, че са продадени 55,9 милиона билета за филма в САЩ и Канада.

### Критичен отговор
В Rotten Tomatoes филмът има рейтинг на одобрение от 81% въз основа на 200 отзива, със среден рейтинг от 7,1/10. Критическият консенсус на сайта гласи: „Хари Потър и Философският камък адаптира вярно изходния си материал, като същевременно кондензира претрупания разказ на романа във въвличащо приключение на големия екран“. В Metacritic филмът има среден резултат от 65 от 100, базиран на 36 критици, което показва „като цяло благоприятни отзиви“. Публиката, анкетирана от CinemaScore, дава на филма средна оценка „A“ по скала от A+ до F.
Роджър Ебърт нарича Философският камък „класика“, като дава на филма четири от четири звезди и особено хвали визуалните ефекти по време на сцените с куидича. Похвалите са повторени както от рецензентите на Дейли Телеграф, така и от Емпайър. Рецензентът на Ю Ес Ей Тъдей Клаудия Пуиг дава на филма три от четири звезди, като хвали сценографията и героя на Роби Колтрейн, но критикува партитурата на Джон Уилямс, като заключава, че „в крайна сметка много от читателите на книгата може да пожелаят по-магическа музика“. Декорите, дизайнът, кинематографията, ефектите и главният актьорски състав са възхвалявани от Кърк Хъникът от Холивуд Рипортър, въпреки че смята, че партитурата на Джон Уилямс е „дрънчаща, блъскаща музикална кутия, която просто не млъква“. Тод Маккарти от Върайъти сравнява филма положително с Отнесени от вихъра и казва: „Сценарият е верен, актьорите са точно подбрани, декорите, костюмите, гримът и ефектите съвпадат и понякога надхвърлят всичко, което човек може да си представи“. Джонатан Форман от Ню Йорк Поуст припомня, че филмът е „забележително верен“ на литературния си двойник.

## Дублажи

### Синхронен дублаж
Озвучаващи артисти
| Роля                | Изпълнител         |
| ------------------- | ------------------ |
| Хари                | Николай Сугарев    |
| Рон                 | Антон Пиперов      |
| Хърмаяни            | Марина Димитрова   |
| Дъмболдор           | Васил Димитров     |
| Хагрид              | Стефан Сърчаджиев  |
| Макгонагъл          | Нели Монеджикова   |
| Снейп Проф. Флитуик | Георги Тодоров     |
| Куиръл              | Александър Воронов |
| Дъдли               | Виктор Георгиев    |
| Върнън              | Сава Пиперов       |
| Петуния             | Василка Сугарева   |
| Невил               | Димитриян Иванов   |
| Фред и Джордж       | Пламен Цветанов    |
| Мадам Хууч          | Бойка Велкова      |
| Оливандър Филч      | Георги Новаков     |
| Оливър Ууд          | Явор Ралинов       |
| Г-жа Уизли          | Светлана Смолева   |
| Пърси               | Виктор Василев     |

Допълнителни гласове
| Анатолий Каназирев |
| Божана Кацарова    |
| Димо Мезеклиев     |
| Елена Саръиванова  |
| Георги Георгиев    |
| Ивац Станев        |
| Мария Карел        |
| Миряна Мезеклиева  |
| Николай Николов    |
| Николай Вътов      |
| Станимир Гъмов     |
| Станислав Стайков  |
| Стефан Йорданов    |
| Васил Банов        |
| Васил Новаков      |
| Виктор Стоянов     |
| Владимир Пенев     |

Екип
| Обработка                       | Александра Аудио          |
| ------------------------------- | ------------------------- |
| Режисьор на дублажа             | Елена Саръиванова         |
| Преводач                        | Христо Дерменджиев        |
| Тонрежисьори                    | Стамен Янев Николай Вътов |
| Пост-продукция                  | Pinewood Studios          |
| Изпълнителен продуцент          | Васил Новаков             |
| Продуцент на българската версия | АЛЕКСАНДРАГРУП ХОЛДИНГ    |

### Войсоувър дублажи
| Озвучаващи артисти | Елена Русалиева Силвия Русинова Йорданка Илова Николай Николов Здравко Димитров |

| Озвучаващи артисти | Даниела Йорданова Венета Зюмбюлева Елисавета Господинова Стефан Димитриев Емил Емилов |